# گواهی‌نامه انجمن صنعت ضبط آمریکا

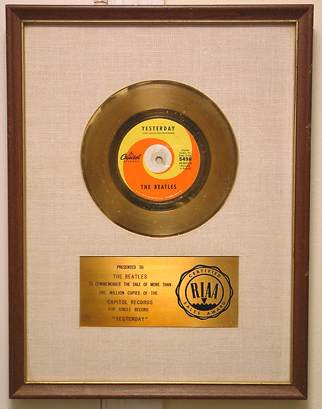
گواهی‌نامه انجمن صنعت ضبط آمریکا

در ایالات متحده آمریکا، انجمن صنعت ضبط آمریکا، که سازمانی حرفه‌ای متشکل از تهیه‌کنندگان و سازندگان موسیقی آمریکایی است (یا RIAA)، گواهی‌نامه‌هایی را بر اساس تعداد آلبوم‌ها و تک‌آهنگ‌های فروخته‌شده از طریق خرده‌فروشی و سایر فروشگاه‌های فرعی اهدا می‌کند. (بعضی کشورهای دیگر نیز برنامه‌های مشابه‌ای دارند. به گواهی‌نامهٔ فروش موسیقی مراجعه کنید) دادن گواهی‌نامه خودبخود نیست؛ برای این‌که یک جایزه داده شود، کمپانی ناشر می‌بایست دستمزدی را بپردازد تا میزان فروش محصول موسیقایی مورد نظر بازرسی شود. این بازرسی در مقابل محموله‌های واحدها قرار دارد (اکثر اوقات یک بیان حق امتیاز هنرمندان استفاده می‌شود)، که شامل آلبوم‌هایی می‌شود که مستقیماً از طریق عمده‌فروش‌ها یا خرده‌فروش‌ها یا از دیگر راه‌ها به فروش رفته‌اند. محموله‌هایی که انتظار می‌رود به ناشر بازگردد، محاسبه نمی‌شود.
برخلاف اعتقاد عمومی، آمار و ارقام Nielsen SoundScan در گواهی‌نامه‌های RIAA مورد استفاده واقع نمی‌شوند؛ سیستم RIAA از نظر زمانی از Nielsen SoundScan جلوتر است و شامل توزیع‌هایی می‌شود که Nielsen آن‌ها را جا می‌اندازد. پیش از Nielsen SoundScan، گواهی‌نامهٔ RIAA تنها سیستم بازرسی‌شده و قابل تصدیق برای ردگیری فروش موسیقی در ایالات متحده بود؛ این سیستم هنوز هم تنها سیستمی است که قادر است۱۰۰٪ فروش را ردگیری کند (اگرچه محموله‌ها کمتر استعداد بازگشت را دارند، و نه فروش واقعی مانند Nielsen SoundScan).

## لیست گواهی‌ها
در حال حاضر، گواهی‌نامه‌های متعارف برای آلبوم‌ها عبارت‌اند از:
- ۵۰۰٫۰۰۰ واحد: آلبوم طلایی (Gold album)
- ۱٫۰۰۰٫۰۰۰ واحد: آلبوم پلاتینی (Platinum album)
- ۲٫۰۰۰٫۰۰۰ واحد: آلبوم چندبار پلاتینی (Multi-Platinum album)
- ۱۰٫۰۰۰٫۰۰۰ واحد: آلبوم الماسی (Diamond album)

گواهی‌های زیر تنها به آثاری داده می‌شوند که بیش از ۵۰٪ محتوای آن‌ها به زبان اسپانیایی است.
- ۱۰۰٫۰۰۰ واحد:Oro album
- ۲۰۰٫۰۰۰ واحد:Platino album
- از ۴۰۰٫۰۰۰ واحد:Multi-Platino album

آلبوم‌های چند دیسکه، برای هر دیسک آلبوم اگر مدت زمان آلبوم ۱۰۰ دقیقه یا بیشتر باشد، یک بار محسوب می‌شوند. برای مثال، هر کپی از آلبوم Speakerboxxx/The Love Below از گروه OutKast (با مدت زمان ۱۳۴:۵۶) و آلبوم بالا! (up!) از Shania Twain (با مدت زمان ۱۴۵:۴۴)، که هر دو آلبوم مضاعف یا double album هستند دو بار محسوب شدند، که مفهوم آن این است که این آلبوم‌ها تنها بعد از حمل ۵ میلیون کپی از آن‌ها به گواهی الماس دست یافتند؛ با این وجود هر کپی از آلبوم Back to Basics از بریتنی اسپیرز (با مدت زمان ۷۸:۵۵) و آلبوم دیوار (The Wall) از پینک فلوید (با مدت زمان ۸۱:۲۰ و به صورت یک کاست و یک کارتریج ۸ آهنگی (eight-track cartridge) عرضه شد)، تنها یک بار محسوب شدند گرچه آن‌ها در طبقه‌بندی آلبوم‌های مضاعف قرار می‌گرفتند. با این حساب اگر آلبوم دیوار از پنیک فلوید برای ۱۸ دقیقه و ۴۰ ثانیهٔ دیگر ادامه می‌یافت، می‌توانست گواهی ۴ بار پلاتین را دریافت کند. تا کنون هیچ آلبومی نتوانسته‌است (بر اساس این‌که این جوایز بر اساس مناطق جغرافیایی داده می‌شوند) گواهی ۳ بار پلاتین را دریافت کند.

## آثار
| خواننده                        | واحدها به (میلیون) |
| ------------------------------ | ------------------ |
| بیتلز                          | ۱۷۰                |
| پریسلی، الویس                  | ۱۱۸٫۵              |
| بروکس، گارت                    | ۱۱۶                |
| لد زپلین                       | ۱۰۹٫۵              |
| ایگلز                          | ۹۱                 |
| جوئل، بیلی                     | ۷۹٫۵               |
| پینک فلوید                     | ۷۳٫۵               |
| استریسند، باربارا              | ۷۱                 |
| جان، التون                     | ۶۹٫۵               |
| AC/DC                          | ۶۹                 |
| رولینگ استونز                  | ۶۶                 |
| اِروسمیث                        | ۶۵٫۵               |
| استریت، جورج                   | ۶۵٫۵               |
| مدونا                          | ۶۳                 |
| اسپرینگستین، بروس              | ۶۲٫۵               |
| کری، ماریا                     | ۶۱٫۵               |
| جکسون، مایکل                   | ۶۰٫۵               |
| متالیکا                        | ۵۷                 |
| ون هالن                        | ۵۶٫۵               |
| هوستون، ویتنی                  | ۵۴                 |
| U۲                             | ۵۰٫۵               |
| راجرز، کنی                     | ۵۰٫۵               |
| دیون، سلن                      | ۴۹                 |
| فلیتوود مک                     | ۴۸٫۵               |
| کنی جی                         | ۴۸                 |
| دایموند، نیل                   | ۴۸                 |
| تواین، شانیا                   | ۴۷                 |
| آلاباما                        | ۴۶                 |
| جرنی                           | ۴۵                 |
| سانتانا                        | ۴۳                 |
| کلپتون، اریک                   | ۴۲                 |
| جکسون، الن                     | ۴۲                 |
| سیگر، باب و Silver Bullet Band | ۴۰                 |
| پرینس                          | ۳۹٫۵               |
| گانز ان روزز                   | ۳۸٫۵               |
| سایمون و گارفانکل              | ۳۸٫۵               |
| شیکاگو                         | ۳۸                 |
| مک‌اینتایر، ربا                 | ۳۸                 |
| بک‌استریت بویز                  | ۳۷                 |
| استیوارت، راد                  | ۳۷                 |
| دیلان، باب                     | ۳۷                 |
| توپاک شکور                     | ۳۶٫۵               |
| فورنر                          | ۳۶٫۵               |
| دف لپارد                       | ۳۵                 |
| نلسون، ویلی                    | ۳۵                 |
| Bone Thugs-n-Harmony           | ۳۵                 |
| کالینز، فیل                    | ۳۳٫۵               |
| بون جوی                        | ۳۳                 |
| کویین                          | ۳۲٫۵               |
| دنور، جان                      | ۳۲٫۵               |
| تیلور، جیمز                    | ۳۲٫۵               |
| Doors, The                     | ۳۲                 |
| کلی، آر.                       | ۳۲                 |
| مک‌گرو، تیم                     | ۳۱                 |
| اسپیرز، بریتنی                 | ۳۱                 |
| بوستون                         | ۳۱                 |
| Matthews, Dave Band            | ۳۱                 |
| دیکسی چیکس                     | ۳۰٫۵               |
| رونستت، لیندا                  | ۳۰                 |
| پرل جم                         | ۳۰                 |
| پتی، تام & The Heartbreakers   | ۲۸٫۵               |
| آزبورن، آزی                    | ۲۸٫۲۵              |
| لینیرد اسکینیرد                | ۲۸                 |
| بورتون، مایکل                  | ۲۸                 |
| انسینک                         | ۲۸                 |
| ملنکمپ، جان                    | ۲۷٫۵               |
| Boyz II Men                    | ۲۷                 |
| منهایم استریمرولر              | ۲۷                 |
| امینم                          | ۲۷                 |
| مانیلو، باری                   | ۲۷                 |
| بروکس اند دان                  | ۲۶                 |
| کریدنس کلیرواتر ریوایول        | ۲۶                 |
| بی جیز                         | ۲۶                 |
| انیا                           | ۲۶                 |
| جکسون، جنت                     | ۲۶                 |
| سیناترا، فرانک                 | ۲۵٫۵               |
| راش                            | ۲۵                 |
| نیروانا                        | ۲۵                 |
| هیل، فیت                       | ۲۵                 |
| جی-زی                          | ۲۵                 |
| زی‌زی تاپ                       | ۲۵                 |
| واندروس، لوتر                  | ۲۴٫۵               |
| Carpenters, The                | ۲۴٫۵               |
| Miller, Steve Band             | ۲۴٫۵               |
| کرید                           | ۲۴                 |
| موتلی کرو                      | ۲۳٫۵               |
| زمین، باد و آتش                | ۲۳٫۵               |
| Cars, The                      | ۲۳٫۵               |
| جیل، وینس                      | ۲۳٫۵               |
| بافت، جیمی                     | ۲۳                 |
| Police, The                    | ۲۲٫۵               |
| شاده                           | ۲۲٫۵               |
| هندریکس، جیمی                  | ۲۲                 |
| دوبی برادرز                    | ۲۲                 |
| ریچی، لیونل                    | ۲۲                 |
| کیت، توبی                      | ۲۲                 |
| گرین دی                        | ۲۲                 |
| TLC                            | ۲۲                 |
| بیستی بویز                     | ۲۲                 |
| آوتکست                         | ۲۲                 |
| آرای‌او اسپیدواگن               | ۲۲                 |

| Artist                         | Gold | Platinum | Multi-Platinum |
| ------------------------------ | ---- | -------- | -------------- |
| AC/DC                          | ۱۹   | ۱۹       | ۱۱             |
| Aerosmith                      | ۲۵   | ۱۸       | ۱۲             |
| Alabama                        | ۲۲   | ۲۰       | ۱۰             |
| Beach Boys, The                | ۲۰   | ۹        | ۶              |
| Beatles, The                   | ۴۵   | ۳۹       | ۲۴             |
| Brooks, Garth                  | ۱۵   | ۱۵       | ۱۴             |
| Buffett, Jimmy                 | ۱۷   | ۹        | ۳              |
| Cash, Johnny                   | ۱۸   | ۱۰       | ۵              |
| Chicago                        | ۲۲   | ۱۸       | ۸              |
| Clapton, Eric                  | ۲۴   | ۱۲       | ۸              |
| Denver, John                   | ۲۰   | ۱۳       | ۷              |
| Diamond, Neil                  | ۳۹   | ۲۱       | ۱۱             |
| Doors, The                     | ۱۸   | ۱۴       | ۵              |
| Dylan, Bob                     | ۳۶   | ۱۶       | ۵              |
| Grateful Dead                  | ۱۹   | ۶        | ۴              |
| Hendrix, Jimi                  | ۱۷   | ۹        | ۶              |
| Isley Brothers                 | ۱۵   | ۱۰       | ۳              |
| Jackson, Alan                  | ۱۶   | ۱۴       | ۸              |
| Jefferson Airplane/Starship    | ۲۰   | ۵        | ۱              |
| Jethro Tull                    | ۱۵   | ۳        | ۱              |
| Joel, Billy                    | ۱۸   | ۱۷       | ۱۲             |
| John, Elton                    | ۳۷   | ۲۶       | ۱۲             |
| Kenny G                        | ۱۵   | ۱۱       | ۸              |
| Kiss                           | ۲۴   | ۱۰       | ۲              |
| Led Zeppelin                   | ۱۸   | ۱۷       | ۱۳             |
| Lynyrd Skynyrd                 | ۱۹   | ۱۳       | ۷              |
| Madonna                        | ۱۷   | ۱۷       | ۱۲             |
| Manilow, Barry                 | ۲۳   | ۱۳       | ۶              |
| Mannheim Steamroller           | ۱۷   | ۷        | ۴              |
| Mathis, Johnny                 | ۱۶   | ۶        | ۲              |
| Mc Entire, Reba                | ۲۴   | ۱۸       | ۸              |
| Mellencamp, John               | ۱۵   | ۱۲       | ۵              |
| Nelson, Willie                 | ۲۲   | ۱۶       | ۷              |
| Petty, Tom & The Heartbreakers | ۱۵   | ۸        | ۵              |
| Pink Floyd                     | ۱۸   | ۱۵       | ۱۲             |
| Presley, Elvis                 | ۸۱   | ۴۵       | ۲۴             |
| Prince                         | ۲۳   | ۱۶       | ۷              |
| Queen                          | ۱۸   | ۱۱       | ۶              |
| Rogers, Kenny                  | ۳۰   | ۱۹       | ۸              |
| Rolling Stones, The            | ۴۲   | ۲۸       | ۱۱             |
| Ronstadt, Linda                | ۱۷   | ۱۳       | ۷              |
| Rush                           | ۲۴   | ۱۴       | ۳              |
| Santana                        | ۲۰   | ۱۰       | ۷              |
| Sinatra, Frank                 | ۳۳   | ۱۰       | ۳              |
| Springsteen, Bruce             | ۱۹   | ۱۶       | ۱۰             |
| Stewart, Rod                   | ۲۶   | ۱۸       | ۱۰             |
| Strait, George                 | ۳۵   | ۳۲       | ۱۳             |
| Streisand, Barbra              | ۵۰   | ۳۰       | ۱۳             |
| Taylor, James                  | ۱۹   | ۱۴       | ۵              |
| Temptations, The               | ۱۹   | ۶        | ۱              |
| U۲                             | ۱۵   | ۱۵       | ۱۱             |
| Vandross, Luther               | ۱۸   | ۱۵       | ۷              |
| Who, The                       | ۱۸   | ۱۰       | ۵              |
| Williams, Hank, Jr.            | ۲۲   | ۸        | ۱              |
| Young, Neil                    | ۱۸   | ۷        | ۳              |

## دارای گواهی الماس (۱۰+ میلیون)
- مایکل جکسون
  - ۱۲/۰۴/۱۹۸۲
    - تریلر
    - ۲۹ میلیون
- ایگلز
  - ۰۲/۰۱/۱۹۷۶
    - Their Greatest Hits 1971-1975 Compilation
    - ۲۹ میلیون
- پینک فلوید
  - ۱۱/۲۸/۱۹۷۹
    - دیوار (آلبوم)
    - ۲۳ میلیون
- لد زپلین
  - ۱۱/۰۸/۱۹۷۱
    - لد زپلین IV
    - ۲۳ میلیون
- بیلی جوئل
  - ۰۶/۲۸/۱۹۸۵
    - Greatest Hits Volume I & Volume II
    - ۲۱ میلیون
- ای‌سی/دی‌سی
  - ۰۷/۲۱/۱۹۸۰
    - بازگشت در سیاهی (آلبوم ای‌سی/دی‌سی)
    - ۲۱ میلیون
- گارت بروکس
  - ۱۱/۱۷/۱۹۹۸
    - Double Live
    - ۲۰ میلیون
- شانیا تواین
  - ۱۱/۰۴/۱۹۹۷
    - Come on Over
    - ۲۰ میلیون
- بیتلز
  - ۱۱/۲۵/۱۹۶۸
    - بیتلز (آلبوم سفید)
    - ۱۹ میلیون
- فلیتود مک
  - ۰۲/۰۴/۱۹۷۷
    - شایعه‌ها
    - ۱۹ میلیون
- ویتنی هوستون
  - ۱۱/۱۷/۱۹۹۲
    - بادی‌گارد (موسیقی متن)
    - ۱۷ میلیون
- بوستون
  - ۰۸/۲۵/۱۹۷۶
    - بوستون
    - ۱۷ میلیون
- Hootie & the Blowfish
  - ۰۷/۰۵/۱۹۹۴
    - Cracked Rear View
    - ۱۶ میلیون
- التون جان
  - ۱۱/۰۴/۱۹۷۴
    - بهترین آهنگ‌ها
    - ۱۶ میلیون
- ایگلز
  - ۱۱/۰۸/۱۹۷۶
    - هتل کالیفرنیا
    - ۱۶ میلیون
- آلانیس موریست
  - ۰۶/۱۳/۱۹۹۵
    - قرص کوچک دندانه‌دار
    - ۱۶ میلیون
- گارت بروکس
  - ۰۸/۲۷/۱۹۹۰
    - No Fences
    - ۱۶ میلیون
- لد زپلین
  - ۰۳/۰۳/۱۹۷۵
    - گرافیتی فیزیکی
    - ۱۶ میلیون
- بیتلز
  - ۰۴/۰۲/۱۹۷۳
    - بیتلز ۱۹۶۷ - ۱۹۷۰
    - ۱۶ میلیون
- بروس اسپرینگستین
  - ۰۶/۰۱/۱۹۸۴
    - زاده‌شده در ایالات متحده
    - ۱۵ میلیون
- پینک فلوید
  - ۰۴/۱۷/۱۹۷۳
    - طرف تاریک ماه
    - ۱۵ میلیون
- بی جیز
  - ۰۱/۰۷/۱۹۷۷
    - تب شب شنبه (موسیقی متن)
    - ۱۵ میلیون
- ساناتا
  - ۰۶/۱۵/۱۹۹۹
    - ماوراء طبیعی
    - ۱۵ میلیون
- بیتلز
  - ۰۴/۰۲/۱۹۷۳
    - بیتلز ۱۹۶۲ - ۱۹۶۶
    - ۱۵ میلیون
- گانز ان روزز
  - ۰۷/۲۱/۱۹۸۷
    - میل برای ویرانی
    - ۱۵ میلیون
- بریتنی اسپیرز
  - ۰۱/۱۲/۱۹۹۹
    - ...عزیزم یک بار دیگر (آلبوم)
    - ۱۴ میلیون
- بک‌استریت بویز
  - ۰۸/۲۱/۱۹۹۷
    - بک‌استریت بویز
    - ۱۴ میلیون
- میت لوف
  - ۰۱/۳۰/۱۹۷۷
    - Bat Out of Hell
    - ۱۴ میلیون
- سفر
  - ۱۱/۱۱/۱۹۸۸
    - بهترین آهنگ‌ها
    - ۱۴ میلیون
- متالیکا
  - ۰۸/۰۲/۱۹۹۱
    - متالیکا
    - ۱۴ میلیون
- گارت بروکس
  - ۰۹/۰۲/۱۹۹۱
    - Ropin' The Wind
    - ۱۴ میلیون
- سایمون و گارفانکل
  - ۰۶/۲۰/۱۹۷۲
    - Simon & Garfunkel's Greatest Hits
    - ۱۴ میلیون
- بروس اسپرینگستین
  - ۱۱/۰۷/۱۹۸۶
    - بروس اسپرینگستین و E Street Band Live ۱۹۷۵ - '۸۵
    - ۱۳ میلیون
- استیو میلر بند
  - ۱۱/۱۵/۱۹۷۸
    - بهترین آهنگ‌ها ۱۹۷۴-۱۹۷۸
    - ۱۳ میلیون
- بک‌استریت بویز
  - ۰۵/۱۸/۱۹۹۹
    - هزاره
    - ۱۳ میلیون
- شاهزاده and The Revolution
  - ۰۶/۲۵/۱۹۸۴
    - Purple Rain (soundtrack)
    - ۱۳ میلیون
- ویتنی هوستون
  - ۰۲/۲۱/۱۹۸۵
    - ویتنی هوستون
    - ۱۳ میلیون
- چند هنرمند
  - ۰۶/۱۷/۱۹۹۴
    - فارست گامپ (موسیقی متن)
    - ۱۲ میلیون
- رولینگ استونز
  - ۱۲/۱۵/۱۹۷۱
    - صخره‌های داغ
    - ۱۲ میلیون
- رف لپارد
  - ۰۸/۰۳/۱۹۸۷
    - تشنج (آلبوم)
    - ۱۲ میلیون
- Boyz II Men
  - ۰۸/۲۳/۱۹۹۴
    - ۲ (عدد)
    - ۱۲ میلیون
- کنی راجرز
  - ۱۰/۱۸/۱۹۸۰
    - بهترین آهنگ‌های کنی راجرز
    - ۱۲ میلیون
- لد زپلین
  - ۱۰/۲۲/۱۹۶۹
    - لد زپلین II
    - ۱۲ میلیون
- فیل کالینز
  - ۰۴/۱۵/۱۹۸۵
    - هیچ پوششی لازم نیست
    - ۱۲ میلیون
- جوئل
  - ۰۲/۱۳/۱۹۹۵
    - تکه‌های تو
    - ۱۲ میلیون
- بون جوی
  - ۰۸/۱۸/۱۹۸۶
    - Slippery When Wet
    - ۱۲ میلیون
- شانیا تواین
  - ۰۲/۰۷/۱۹۹۵
    - زن در من
    - ۱۲ میلیون
- Matchbox Twenty
  - ۰۹/۱۶/۱۹۹۶
    - خودت یا کسی شبیه تو
    - ۱۲ میلیون
- کنی جی
  - ۱۱/۱۷/۱۹۹۲
    - بی‌نفس
    - ۱۲ میلیون
- بیتلز
  - ۱۰/۰۱/۱۹۶۹
    - ابی رود
    - ۱۲ میلیون
- دیکسی چیکس
  - ۰۱/۲۳/۱۹۹۸
    - فضاهای خیلی باز
    - ۱۲ میلیون
- چند هنرمند
  - ۱۱/۰۷/۱۹۹۷
    - تایتانیک (موسیقی متن)
    - ۱۱ میلیون
- TLC
  - ۱۱/۱۵/۱۹۹۴
    - Crazy Sexy Cool
    - ۱۱ میلیون
- کید راک
  - ۰۸/۰۴/۱۹۹۸
    - شیطان بدون علت
    - ۱۱ میلیون
- چند هنرمند
  - ۰۸/۰۴/۱۹۸۷
    - درتی دنسینگ (موسیقی متن)
    - ۱۱ میلیون
- شانیا تواین
  - ۱۱/۱۹/۲۰۰۲
    - بالا!
    - ۱۱ میلیون
- ایگلز
  - ۱۰/۲۲/۱۹۸۲
    - Eagles Greatest Hits Volume II
    - ۱۱ میلیون
- سلن دیون
  - ۰۳/۰۲/۱۹۹۶
    - سقوط به سمت تو
    - ۱۱ میلیون
- لد زپلین
  - ۰۳/۲۸/۱۹۷۳
    - خانه‌های مقدس
    - ۱۱ میلیون
- کرید
  - ۰۹/۲۸/۱۹۹۹
    - Human Clay
    - ۱۱ میلیون

## هنرمندان با بیشترین تعداد گواهی‌های تک‌آهنگی Gold, Platinum و Multi-platinum
هر کدام از تک‌آهنگ‌های با درجهٔ Platinum با Multi-platinum قبلاً گواهی Gold را دریافت کرده‌اند.
- الویس پریسلی (۲۴G+28P، برترین از لحاظ گواهی پلاتین، و برای ۵۲ گواهی طلا. پریسلی برای ۷ تا از آن‌ها صاحب گواهی‌های چندبارپلاتین شد که بیشترین برای یک هنرمند یا گروه‌است)
- مدونا (۲۵G+4P)
- ماریا کری (۲۴G+12P)
- تامی جیمز اند د شاندلز (کسب ۲۳ گواهی طلا برای تک‌آهنگ)
- جنت جکسون (کسب ۲۳ گواهی طلا برای تک‌آهنگ، و تنها زن دارای ۲۶ گواهی طلا)
- بیتلز (۱۸G - بیشترین برای یک گروه+۶P)
- ویتنی هوستون (۱۴G+6P)
- التون جان (۱۳G+6P)
- تمپتیشنز (۱۰G+6P)
- جورج مایکل (۷G+2P)
- بیلی جوئل (۴G+2P[۲])
- آرتا فرانکلین (۱۵G)

جولیو ایگلاسیاس صاحب پلاتین، طلا و آلبوم Guiness Diamond بیشتر برای فروش آثار بیشتر در زبان‌های بیشتر نسبت به هر موسیقیدان دیگری در تاریخ است (اسپانیایی، آلمانی، ژاپنی، انگلیسی، ایتالیایی، پرتغالی، فرانسوی، Tagalog و…)